# Verdauungsdrüse
Als Verdauungsdrüsen werden Ausscheidungsorgane bezeichnet, die spezielle Sekrete zur Verdauung der Nahrung bilden.
Dazu gehören u. a.:
- Speicheldrüsen (Glandulae salivariae): Sie verdauen bei einigen Säugetieren Stärke bereits in der Mundhöhle während des Kauvorgangs.
- Leber mit Gallenblase (Hepar mit Vesica fellea)
- Magenschleimhaut mit Kardiadrüsen, Fundusdrüsen, Pylorusdrüsen
- Bauchspeicheldrüse (Pankreas), sezerniert Verdauungssekret, unter anderem mit Lipasen, Proteasen und Amylasen zur Spaltung der Makronährstoffe